# Unije
Unije (udtales [ûːnijɛ] ; italiensk: Unie) er en ø i Kroatien. Det er en del af Cres - Lošinj- øgruppen, som ligger ved den nordlige del af Adriaterhavet. Unije er den tredjestørste ø i øgruppen. Det er 16,92  km²  i størrelse,   med adskillige bugter og strande. Lave bakker støder op til kystlinjen og er dækket af middelhavsgrønne maki og oliventræer.

## Geografi
Administrativt er den en del af byen Mali Lošinj. Fra 2021 havde det en befolkning på 66. 
Den eneste bebyggelse på øen Unije bærer samme navn. Det er en typisk fisker- og landbrugsby, som indeholder 280 huse. Husene er placeret på en svag skråning beliggende på en vestlig vig på øen. På grund af sin åbenhed giver havnen i Unije ikke god læ under kraftige storme, især dem der kommer fra vest og nordvest. I hårdt vejr skal små fiske- og lystbåde trækkes ud på stenstranden, mens større både skal fortøjes i en af de beskyttede bugter på den østlige side af øen.
Helårsbefolkningen i Unije er mindre end 85 indbyggere og vokser til mere end 400 indbyggere i løbet af  turistsæsonen om sommeren. Passagerskibsservice giver daglige forbindelser til de nærliggende øer Susak og Mali Lošinj samt fastlandsbyerne Rijeka og Pula. Unije har også en lufthavn, der betjener private og kommercielle fly. En busforbindelse forbinder Unije med Mali Lošinj.
En nyligt udgivet bog af Llumina Press med titlen The History and Families of Unije: a compiled history and family genealogies for the island of Unije, Kroatien skitserer øens historie og giver detaljerede slægtslægter for de familier, der har boet på øen i over 100 år.